# Grallaria watkinsi
Grallaria watkinsi là một loài chim trong họ Grallariidae.